# IC 519
IC 519 је галаксија у сазвјежђу Хидра која се налази на листи објеката дубоког неба у Индекс каталогу.
Деклинација објекта је + 2° 36' 43" а ректасцензија 8h 40m 34,4s. Привидна величина (магнитуда) објекта IC 519 износи 14,0 а фотографска магнитуда 15,0. IC 519 је још познат и под ознакама CGCG 32-51, NPM1G +02.0193, PGC 24389.